# روین (پنسیلوانیا)
روین (به انگلیسی: Ravine) یک منطقهٔ مسکونی در ایالات متحده آمریکا است که در شهرستان سچویلکیلل، پنسیلوانیا واقع شده‌است. روین ۲٫۸ کیلومتر مربع مساحت و ۶۲۹ نفر جمعیت دارد.